# Lars Burmeister
Lars Burmeister (Hamburg, 26 april 1984) is een Duits mannelijk supermodel.

## Biografie
Lars Burmeister is geboren in Hamburg, waar hij nog woont. Nadat hij in de lente van 2003 de middelbare school beëindigde, nam zijn loopbaan als atletisch gebouwd model een vliegende start met 15 modeshows in Milaan. Een eerste hoogtepunt volgde snel, met de jaarlijkse campagne van Hugo Boss, die hij vijf jaar op rij deed, een record.
Hij deed ook andere grote campagnes, onder meer voor Giorgio Armani's parfum Acqua di Gioia, Versace, Roberto Cavalli en Louis Vuitton. In 2012 is hij op tv het gezicht van het sportparfum van Dolce & Gabbana.

## Fysiek kenmerken
Lars Burmeister is 1 m 86 lang, met een borstomtrek van 94 en taille 82. Hij heeft blauwe ogen en donkerblond haar.
Zijn confectiematen zijn 48/50, zijn schoenmaat is 46.